# Ų̄̌
Ų̄̌ (minuscule : ų̄̌), appelé U macron caron ogonek, est une lettre latine utilisée dans l’écriture du kaska.
Il s’agit de la lettre U diacritée d’un macron, d’un caron et d’un ogonek.

## Usage informatique
Le U macron caron ogonek peut être représenté avec les caractères Unicode suivants : 
- précomposé et normalisé NFC (latin étendu A, diacritiques) :

| formes    | représentations | chaînes de caractères | points de code       | descriptions                                                          |
| --------- | --------------- | --------------------- | -------------------- | --------------------------------------------------------------------- |
| capitale  | Ų̄̌               | Ų◌̄◌̌                   | U+0172 U+0304 U+030C | lettre majuscule latine u ogonek diacritique macron diacritique caron |
| minuscule | ų̄̌               | ų◌̄◌̌                   | U+0173 U+0304 U+030C | lettre minuscule latine u ogonek diacritique macron diacritique caron |

- décomposé et normalisé NFD (latin de base, diacritiques) :

| formes    | représentations | chaînes de caractères | points de code              | descriptions                                                                      |
| --------- | --------------- | --------------------- | --------------------------- | --------------------------------------------------------------------------------- |
| capitale  | Ų̄̌               | U◌̨◌̄◌̌                  | U+0055 U+0328 U+0304 U+030C | lettre majuscule latine u diacritique ogonek diacritique macron diacritique caron |
| minuscule | ų̄̌               | u◌̨◌̄◌̌                  | U+0075 U+0328 U+0304 U+030C | lettre minuscule latine u diacritique ogonek diacritique macron diacritique caron |